# Gilberto Macena
Gilberto Macedo Damacena of Gilberto Macena (Rio de Janeiro, 1 april 1984) is een Braziliaans voetballer, die sinds 2024 uitkomt voor Rasisalai United uit Thailand. 